# Myrsine diazii
Myrsine diazii är en viveväxtart som beskrevs av J.J. Pipoly. Myrsine diazii ingår i släktet Myrsine och familjen viveväxter. Inga underarter finns listade i Catalogue of Life.